# Krakau (Áustria)
Krakau é um município da Áustria, situado no distrito de Murau, no estado da Estíria. Tem 123,6 km² de área e sua população em 2019 foi estimada em 1.390 habitantes.
A cidade foi fundada como parte da reforma municipal da Estíria, realizada no final de 2014, a partir da fusão dos antigos municípios independentes de  Krakaudorf, Krakauhintermühlen e Krakauschatten.